# アーロン・ハダッド
アーロン・ハダッド（Aaron Steven Haddad、1982年8月3日 - ）は、アメリカ合衆国のプロレスラー。マサチューセッツ州ウースター出身。

## 来歴

### WWE
2001年、WWEのトライアウトを受け、数試合行い合格。WWEと契約を交わし入団。OVWにてトレーニングを開始、2002年にプロレスラーとしてデビュー。

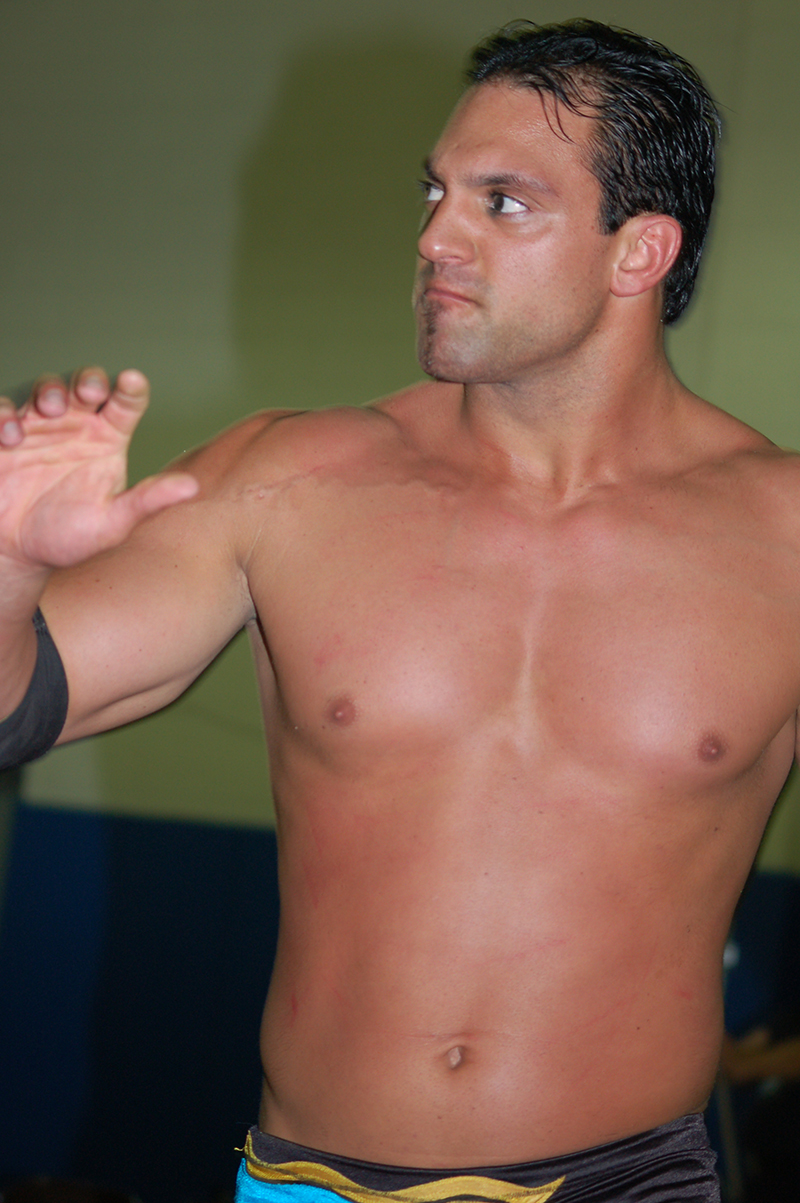
アーロン・スティーブンス時代

2006年8月、WWEに昇格。SmackDown!にてアイドル・スティーブンス（Idol Stevens）のリングネームでデビュー。KCジェームズ & ミシェル・マクールと組み、ティーチャーズ・ペッツ（Teachers Pets）なるユニットを結成。タッグチームとして頭角を現し、WWE・タッグチーム王座に数回挑戦するものの獲得することができず、徐々に出番が減りジェームスとスティーブンスはOVWに降格となった。
OVWに降格してからはシングルとして活動。OVWヘビー級王座を獲得するなどしたが、WWEに呼び戻されることなく2007年8月に解雇となった。

### インディー団体
その後各インディー団体を転戦し、2008年11月に再びWWEと契約。しかし、WWEに昇格できずまたしても解雇となる。
2009年からカリートとプリモの父親であるカルロス・コロンが主宰するWWCへ参戦。元WWE所属のレスラーが多い団体でありながら、WWCプエルトリカンヘビー級王座とWWC世界タッグチーム王座を獲得する活躍を見せた。

### WWE

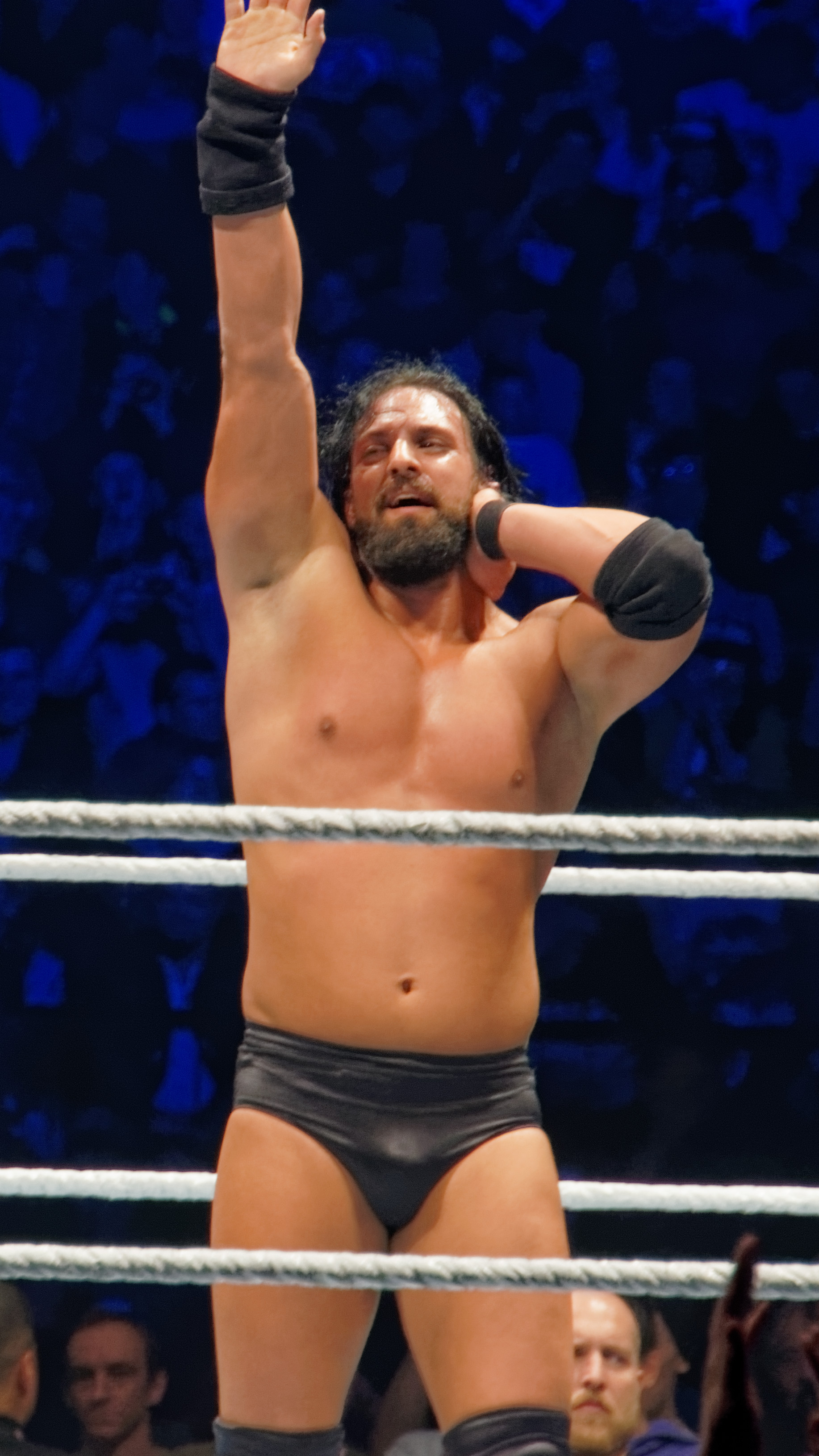
2013年

2010年7月14日にWWEとディベロップメント契約。FCWにてダミアン・サンドウ（Damien Sandow）のリングネームで再始動。12月、タイタス・オニールとタッグを組んでウェス・ブリスコ & ザビアー・ウッズからFCWフロリダタッグチーム王座を奪取。タッグ王座陥落後は軍隊の大佐、"カーネル" ダミアン・サンドウ（Col Damien Sandow）というギミックで活動。
2012年4月、賢人ギミックでWWEに昇格。SmackDownにて数週プロモーションを行った後、リングに登場するも、ヨシ・タツやデリック・ベイトマンを相手にせず去ろうとし、相手が油断した隙に不意打ちを食らわせた。また、タイソン・キッドと対戦し勝利。ダミアン・サンドウとしてのWWEデビュー戦を白星で飾った。
8月、コーディ・ローデスとタッグチーム、チーム・ローデス・スカラーズ（Team Rhodes Scholars）を結成。後に開催されたWWEタッグ王者戦挑戦権をかけたトーナメントを勝ち上がり、10月28日、Hell in a Cell 2012にてWWEタッグ王者であるチーム・ヘル・ノーと対戦し勝利を収めるも、ケインの反則による勝利であったため王座奪取に至らなかった。11月18日、Survivor Series 2012ではドルフ・ジグラーがリーダーを務めるチーム・ジグラーのメンバーに選ばれ、ミック・フォーリーがリーダーを務めるチーム・フォーリーと抗争を展開。
2013年1月27日、Royal Rumble 2013にてチーム・ヘル・ノーが保持するWWEタッグ王座に挑戦するが敗れてしまい、ローデス・スカラーズを解散。別れる際には互いにシングルでの成功を祈り合った。しかし、2月17日、WWE Elimination Chamber 2013にてローデス・スカラーズを再結成した。7月14日、Money in the Bank 2013に出場。Mr.マネーとなり世界王座挑戦の権利を得たが、その際の裏切りと見下した態度によりローデスを敵に回し、カバンを盗まれ海に放り捨てられるなど散々な目に遭う。10月27日、RAWにて王者であるジョン・シナが左腕を負傷している事に目をつけ襲撃し、マネー・イン・ザ・バンクの権利を行使するが敗戦。相手がダメージを受けた状態で権利を行使して失敗した初の例となった。

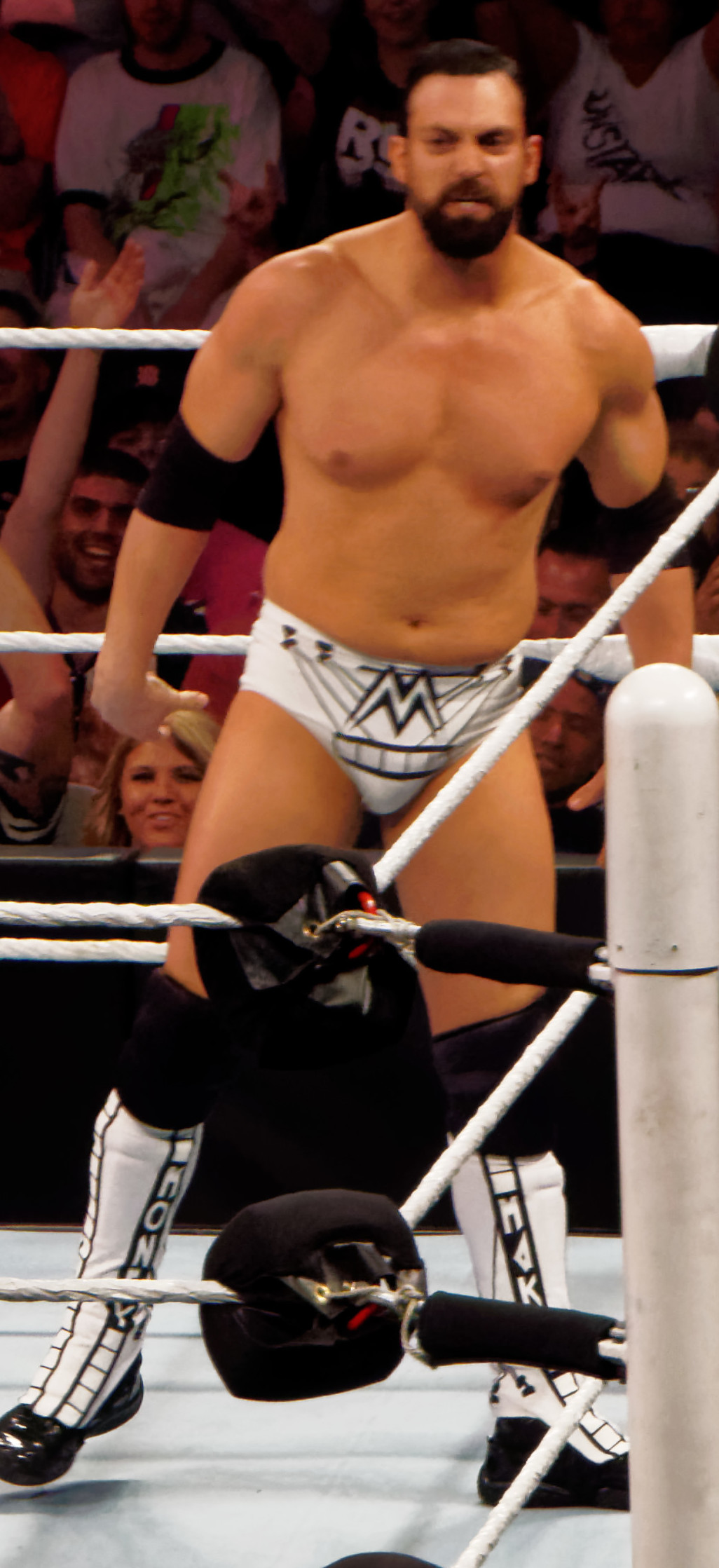
2015年

2014年、様々なコスプレギミックを使用して出場するパフォーマンスを見せるようになり、8月には映画スターを気取るザ・ミズの代役、ダミアン・ミズドウ（Damien Mizdow）として登場。ミズをアシストしつつ、一挙手一投足を物真似するパフォーマンスを披露。客席を沸かすものの、嫉妬したミズによりタッグマッチでも出番が与えられない状況が続いた。11月23日、Survivor Series 2014にてフェイタル4wayマッチによるWWEタッグ王座争奪戦に出場。ミズのせいで終始大きな動きを見せられなかったものの、最後に各チームによる大技が繰り広げられる中、ミズがゴールダストをフォールしようとした際にタッチし、自らフォールして3カウントを奪ってベルトを奪取した。以後、ミズがベルトを独占。自身は代役用のレプリカベルトを所持した。
2015年3月29日、WrestleMania 31のアンドレ・ザ・ジャイアント・メモリアル・バトルロイヤルに出場。終盤にミズ、ビッグ・ショーの3人まで残り、ミズに2人でビッグ・ショーを脱落するよう指示されるもこれを拒否。その結果ミズを落としてビッグ・ショーと直接対決を行い、ロープ際で落ちかけたビッグ・ショーの手を噛むなど勝ちにこだわったものの落とされて優勝するに至らなかった。5月以降、ハルク・ホーガンのパロディキャラになったカーティス・アクセルと数度口論を繰り広げ、自身はランディ・サベージのパロディギミックであるマッチョ・マンドウ（Macho Mandow）に変身。5月11日、RAWにてアクセルと対戦。試合中、ジ・アセンションに乱入されるがアクセルと協力して撃退。正式にタッグを組み往年のタッグチーム、メガパワーズを名乗った。
2016年5月6日、WWEから解雇となった。

### TNA
WWE解雇後、2016年6月11日、ジェフ・ジャレットが主宰するGFW（Global Force Wrestling）とニュージャージー州を拠点とするWrestleProの合同イベントに参戦。ダミアン・ミズドウギミックで登場し、コルト・カバナと対戦。最後にエルボー・オブ・ディスダインを決めると丸め込んで3カウントを奪い勝利した。8月6日、ニューヨーク州を拠点にするWOW（Warriors Of Wrestling）のHit The Lights 2016に参戦。WOWヘビー級王座を保持するルードボーイ・ライリーに挑戦するが敗戦した。
8月10日、TNAと契約を交わし入団。同月11日、TNA・iMPACT Wreslingにてラシュリー vs ジェームズ・ストームによるTNA世界ヘビー級王座、TNA Xディヴィジョン王座、TNAキング・オブ・ザ・マウンテン王座を懸けた三冠戦にてラシュリーの勝利後、バックステージより登場した。アーロン・レックス（Aron Rex）のリングネームで活動を開始。
2017年4月5日、TNAからの退団を発表した。

## 得意技

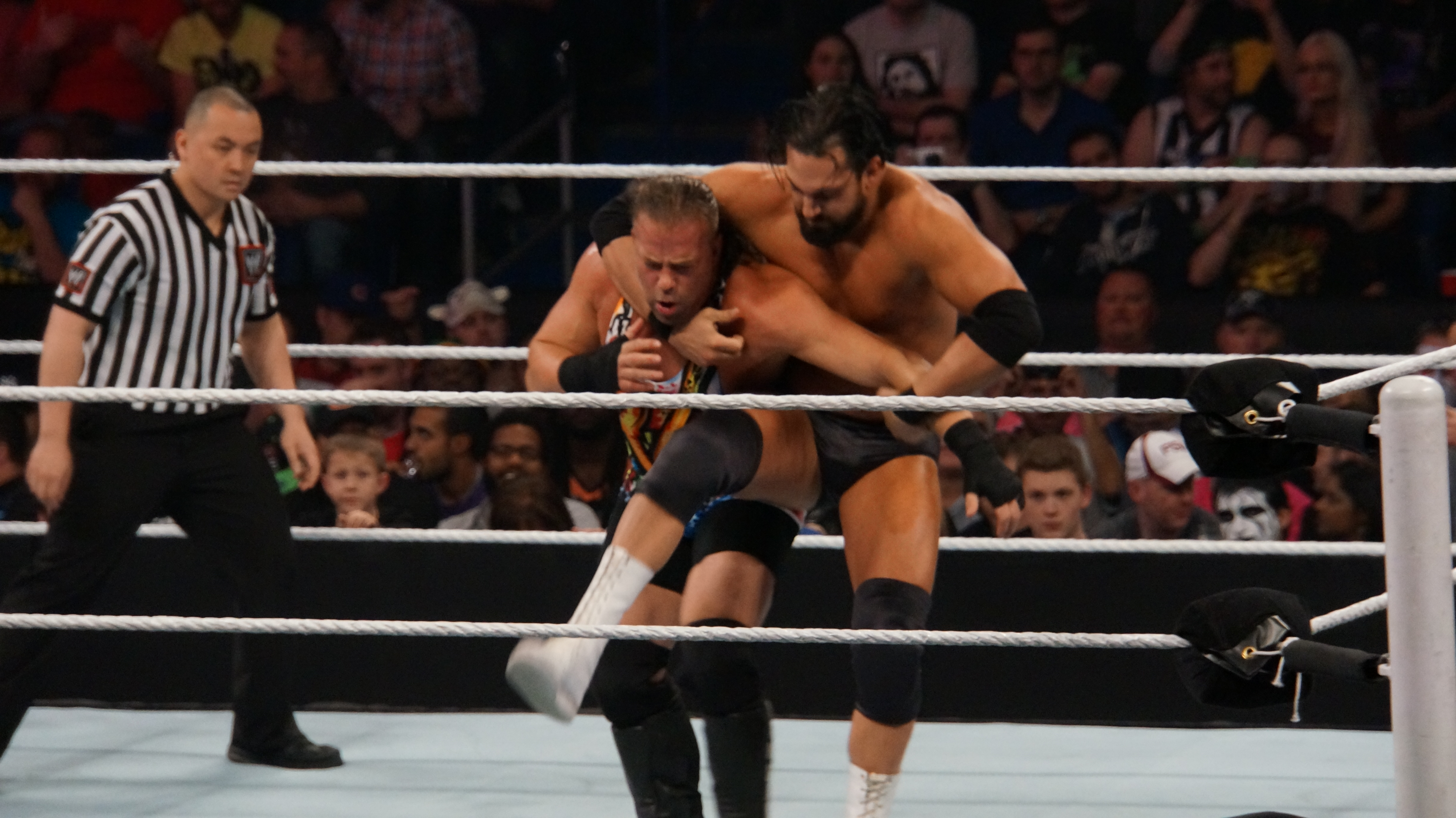
ロシアン・レッグ・スウィープ

フィニッシュホールド 
ザ・サイレンサー
2013年から使用しているフィニッシャー。
変型ネックブリーカー。
相手を肩固めで捕らえ、持ち上げてネックブリーカー・ドロップのような体勢で仰向けに倒れこみ、相手の背中をマットに叩きつける。
エルボー・オブ・ディスダイン
ユー・アー・ウェルカム
2013年後半から使ったフィニッシャーで、フルネルソンスラム。
テルミナス
FCW時代からサイレンサー登場までのフィニッシュムーブ。
ストレート・ジャケット・ネックブリーカー。
前名、ザ・イルミネーション。
WWEデビュー当初のフィニッシャー。
相手の首に腕を回し、クロスさせてからのネックブリーカードロップ。
M14
変型スウィンギング・ネックブリーカー。
アイドル・スティーブンス時代の技名はアイドライザー。
カーブ・ストンプ
FCW在籍時のフィニッシュムーブ。
サーフボード・ロックからのストンプ
 その他得意技 
エルボー
バック・ハンド・チョップ
エルボードロップ
前名、クビト・アエクエット。ラテン語で「不名誉なエルボー」という意味。
ロイヤル・アーチ
変型シャープシューター
ダウナークラッチ
ドラゴン・スリーパーホールドに捉える変形のSTF。
スーパーボム
マネージ・ア・トロイス
トリプル・ローリング・バーチカル・スープレックス
側転
賢人ギミックの際に使用。技ではないが、試合に勝利した後に観客へのアピールとして行う。
ジャーマンスープレックス
ロシアン・レッグ・スウィープ
ザ・ミズの技
ダミアン・ミズドウとしての出場をするようになってから、ミズの技も使用している。

## 獲得タイトル
TNA
- インパクト・グランド王座 : 1回

WWE
- WWEタッグ王座 : 1回

w / ザ・ミズ　
- Mr.マネー・イン・ザ・バンク : 2013年

FCW
- FCWフロリダタッグチーム王座 : 1回

w / タイタス・オニール
- FCWジャック・ブリスコ15王座 : 1回

OVW
- OVWヘビー級王座 : 2回
- OVW南部タッグチーム王座 : 1回

w / ノヴァ
- OVWTV王座 : 1回

WWC
- WWCプエルトリコヘビー級王座 : 1回
- WWC世界タッグチーム王座 : 4回

w / ショーン・スピアーズ
w / シカノ
w / キング・トンガ・ジュニア
w / アバッド
Chaotic Wrestling
- CWヘビー級王座 : 1回
- CWタッグチーム王座 : 1回

w / エドワード・G・エクスタシー
IWA
- IWAハードコア王座 : 1回

## 入場曲
- Jesus Chirist Superstar
- Come On（かつてショーン・オヘアが使用していた曲のエディット版）
- From The New World "Allegro con fuoco"（FCWで大佐ギミックの時に使用）
- Hallelujah Chorus
- Hallelujah
- Garden of Evil
- Surfing the Crime Wave
- Like That
- Whisting and Courting
- Hail to the Cief
- Six Feet Deep
- Spirit of America
- The Edge of a Dream
- Ursa Major
- I Came to Play
- Hallelujah (Rock Remix)
- Pomp and circumstance
- Resurrection
- Hallelujah Chorus (Rock Reprise)